# Барранкенью

Муниципалитет Барранкуш.

Барранке́нью (порт. Barranquenho) — языковой вариант португальского языка, который используется жителями португальского города Барранкуш (около 2 тысяч человек), недалеко от границы с Испанией. Может рассматриваться не только как вариант португальского языка, возникший под влиянием испанских диалектов Эстремадуры и Андалусии, но и как вариант испанского языка, появившийся под сильным влиянием португальского.
В отличие от других диалектов Пиренейского полуострова, корни которых уходят в средние века, барранкенью имеют сравнительно короткую историю развития — всего один-два века.